# Olympische Sommerspiele 2004/Teilnehmer (Portugal)
| Gelbes Symbol für Goldmedaillen mit stilisierten Olympischen Ringen | Graues Symbol für Silbermedaillen mit stilisierten Olympischen Ringen | Braundes Symbol für Bronzemedaillen mit stilisierten Olympischen Ringen |
| ------------------------------------------------------------------- | --------------------------------------------------------------------- | ----------------------------------------------------------------------- |
| —                                                                   | 2                                                                     | 1                                                                       |

Portugal nahm an den Olympischen Sommerspielen 2004 in der griechischen Hauptstadt Athen mit 81 Sportlern, 17 Frauen und 64 Männern, teil.
Seit 1912 war es die 21. Teilnahme Portugals bei Olympischen Sommerspielen.

## Flaggenträger
Der Judoka Nuno Delgado trug die Flagge Portugals während der Eröffnungsfeier im Olympiastadion; bei der Schlussfeier wurde sie vom Kanuten Emanuel Silva getragen.

## Medaillengewinner
Mit zwei gewonnenen Silber- und einer Bronzemedaille belegte das portugiesische Team Platz 60 im Medaillenspiegel.

### Silber
| Name(n)          | Sportart       | Wettkampf     |
| ---------------- | -------------- | ------------- |
| Francis Obikwelu | Leichtathletik | 100 Meter     |
| Sérgio Paulinho  | Radsport       | Straßenrennen |

### Bronze
| Name(n)   | Sportart       | Wettkampf  |
| --------- | -------------- | ---------- |
| Rui Silva | Leichtathletik | 1500 Meter |

## Teilnehmer nach Sportarten

### Badminton
- Marco Vasconcelos
Einzel: 17. Platz

### Fechten
- João Gomes
Florett, Einzel: 20. Platz

### Fußball
- Herrenteam
14. Platz

- Kader
Hugo Almeida
Bruno Alves
João Paulo Andrade
Luís Boa Morte
José Bosingwa
Ricardo Costa
Danny
Nuno Frechaut
Luis Lourenço
Carlos Martins
Fernando Meira
Raúl Meireles
José Moreira
Jorge Ribeiro
Cristiano Ronaldo
Mário Sérgio
Hugo Viana

### Judo
- Nuno Delgado
Halbmittelgewicht: Halbfinale Hoffnungsrunde

- João Neto
Leichtgewicht: 7. Platz

- João Pina
Halbleichtgewicht: 7. Platz

- Telma Monteiro
Frauen, Halbleichtgewicht: 2. Hoffnungsrunde

### Kanu
- Emanuel Silva
Kanurennen, Einer-Kajak 500 Meter: Halbfinale
Kanurennen, Einer-Kajak 1000 Meter: 7. Platz

### Leichtathletik
- Gaspar Araújo
Weitsprung: 33. Platz in der Qualifikation

- Alberto Chaíça
Marathon: 8. Platz

- Jorge Costa
50 Kilometer Gehen: 34. Platz

- Vítor da Costa
Hammerwurf: 27. Platz

- Manuel Silva
3000 Meter Hindernis: Vorläufe

- Manuel Damião
1500 Meter: Halbfinale

- Nelson Évora
Dreisprung: 40. Platz in der Qualifikation

- Francis Obikwelu
100 Meter: Silber 
200 Meter: 5. Platz

- Rui Silva
1500 Meter: Bronze

- Pedro Martins
50 Kilometer Gehen: DNF

- Edivaldo Monteiro
400 Meter Hürden: Halbfinale

- João Pires
800 Meter: Vorläufe

- Luís Sá
110 Meter Hürden: Vorläufe

- João Vieira
20 Kilometer Gehen: 10. Platz

- Ana Dias
Frauen, Marathon: 62. Platz

- Susana Feitor
Frauen, 20 Kilometer Gehen: 20. Platz

- Naide Gomes
Frauen, Siebenkampf: 13. Platz

- Maribel Gonçalves
Frauen, 20 Kilometer Gehen: 26. Platz

- Inês Henriques
Frauen, 20 Kilometer Gehen: 25. Platz

- Teresa Machado
Frauen, Diskuswurf: 23. Platz in der Qualifikation

- Inês Monteiro
Frauen, 5000 Meter: Vorläufe

- Fernanda Ribeiro
Frauen, 10.000 Meter: DNF

- Carla Sacramento
Frauen, 1500 Meter: Halbfinale

- Helena Sampaio
Frauen, Marathon: 47. Platz

- Nédia Semedo
Frauen, 800 Meter: Vorläufe

- Vânia Silva
Frauen, Hammerwurf: 34. Platz in der Qualifikation

### Radsport
- Gonçalo Amorim
Straßenrennen: DNF

- Cândido Barbosa
Straßenrennen: DNF

- Nuno Ribeiro
Straßenrennen: 27. Platz

- Sérgio Paulinho
Straßenrennen: 
Einzelzeitfahren: 25. Platz

### Reiten
- Carlos Grave
Vielseitigkeit: in der Qualifikation ausgeschieden

### Ringen
- Hugo Passos
Griechisch-römischer Stil, Federgewicht: 21. Platz

### Schießen
- João Costa
Luftpistole 10 Meter: 17. Platz
Freie Pistole 50 Meter: 12. Platz

- Custódio Ezequiel
Trap: 21. Platz

### Schwimmen
- João Araújo
4 × 200 Meter Freistil: 14. Platz

- Fernando Costa
1500 Meter Freistil: 21. Platz

- José Couto
100 Meter Brust: 33. Platz

- Luís Monteiro
200 Meter Freistil: 29. Platz
4 × 200 Meter Freistil: 14. Platz

- Simão Morgado
100 Meter Schmetterling: 24. Platz

- Adriano Niz
4 × 200 Meter Freistil: 14. Platz

- Miguel Pires
4 × 200 Meter Freistil: 14. Platz

- Pedro Silva
50 Meter Freistil: 36. Platz

- Tiago Venâncio
100 Meter Freistil: 26. Platz

- Raquel Felgueiras
Frauen, 200 Meter Schmetterling: 20. Platz

- Diana Gomes
Frauen, 100 Meter Brust: 24. Platz
Frauen, 200 Meter Brust: 23. Platz

### Segeln
- Nuno Barreto
Tornado: 16. Platz

- Diogo Cayolla
Tornado: 16. Platz

- Gustavo Lima
Laser: 5. Platz

- Álvaro Marinho
470er: 7. Platz

- Miguel Nunes
470er: 7. Platz

- João Rodrigues
Windsurfer: 6. Platz

- Joana Pratas
Frauen, Europe: 16. Platz

### Volleyball (Beach)
- João Carlos Brenha Alves Pareira
Herrenwettkampf: 9. Platz

- Luis Miguel Barbosa Maia
Herrenwettkampf: 9. Platz